# Heinrich von Meißen
Heinrich von Meißen, soprannominato anche Frauenlob (tra il 1250 e il 1260 circa – Magonza, 29 novembre 1318), è stato un poeta tedesco.
Il soprannome Frauenlob gli deriva dal tema di un suo Leich, il "Frouwenlop". La frouwe (in tedesco moderno Frau, donna), cui si riferisce il nome, è la Madonna. Da non confondere con il margravio Heinrich III di Meißen, un Minnesänger le cui poesie sono in parte tramandate negli stessi manoscritti di quelle di Frauenlob.

## Vita e opere
Il poeta, originario di Meißen, si trattenne intorno al 1276/78 in Boemia. Nel 1299 fu al servizio del duca Enrico di Carinzia e Tirolo - nelle testimonianze compare come "ystrio doctus Vrowenlop". Successivamente compose per l'imperatore Rodolfo I d'Asburgo, il re Venceslao II di Boemia, il re di Danimarca, il principe Wizlaw III di Rügen, l'arcivescovo Giselbert von Bremen e altri. Alcune poesie gnomiche sono dedicate alla Ritterfest di Rostock del 1311. Infine visse come protetto di Peter von Aspelt, un arcivescovo ed ex-cancelliere di Venceslao II a Magonza. Alla sua morte fu seppellito nell'area orientale del chiostro del Duomo di Magonza.
Nel 1774 la sua tomba fu distrutta: la sua riposizione avvenne nel 1783.
Heinrich von Meißen era assai dotato sia come poeta sia come compositore. Scrisse almeno 450 poesie gnomiche in 15 Ton , la cui autenticità tuttavia non è provata in tutti i casi. Sono stati trasmessi anche 13 Minnelieder, e anche Leich con tema l'amore (Minne), le crociate e la Madonna. Il suo stile si distingue per la sua retorica fiorita, la capacità immaginifica, la stravaganza sintattica e un lessico sorprendente. In tutti questi punti, caratterizzanti il cosiddetto Geblümter Stil (Stile fiorito assomiglia al suo dichiarato maestro Corrado di Würzburg, cui dedicò in occasione della morte la poesia "Geviolierte bluete kunst" dove lamenta che insieme a Corrado sia morta anche l'arte. Il contenuto della sua poesia era difficile, a tratti triste.
Frauenlob fu famoso già in vita, acclamato come prima di lui Walther von der Vogelweide. I tentativi di imitarlo ad opera di tardi Minnesänger fu poco convincente.
La sua opera tramandata comprende i tre Leich: Marienleich ("Frauenlobs Canticum Canticorum"), "Minneleich" e "Kreuzleich", "Streitgespräch zwischen Minne und Welt" (COntroversia tra amore e mondo), assieme a 320 poesie gnomiche e 7 Minnelieder.
I suoi testi sono tramandati nel Codex Manesse, nel Manoscritto di Jena, di Weimar e di Kolmar.

## Monumenti
Per il Siegesallee (Viale della Vittoria) di Berlino, Reinhold Begas diede forma a un busto di marmo di Frauenlob come figura laterale del gruppo dedicato a Waldemar il Grande, conte di Brandeburgo. Fu inaugurata il 22 marzo 1900.
A Magonza, sulla riva del Reno, si trova una rappresentazione plastica raffigurante Frauenlob a mezza grandezza naturale.

## Opere
Le edizioni delle opere di Frauenlob sono:
- Frauenlob (Heinrich von Meissen): Leichs, Sangsprüche, Lieder, edito da Karl Stackmann e Karl Bertau, 2 voll., Gottinga: Vandenhoek & Ruprecht, 1981
- Wörterbuch zur Göttinger Frauenlob-Ausgabe, redatto da Karl Stackmann con la collaborazione di Jens Haustein, Gottinga, Philol.-hist. Kl. III; Band 186), Göttingen: Vandenhoek & Ruprecht, 1990
- Sangsprüche in Tönen Frauenlobs. Supplement zur Göttinger Frauenlob-Ausgabe, 2 parti, edito da Jens Haustein e Karl Stackmann con la collaborazione di Thomas Riebe e Christoph Fasbender, Gottinga: Vandenhoek & Ruprecht, 2000